# East Broadway (Sixth Avenue Line)
East Broadway is een station van de metro van New York aan de Sixth Avenue Line in Manhattan. Het station is geopend in 1936. De lijn  maakt gebruik van dit station.
 ·  ·  ·  ·  ·  ·  ·  ·  · 